# USS 존 C. 스테니스
USS 존 C. 스테니스(CVN-74)는 미시시피의 정치가 존 C. 스테니스의 이름에서 따온, 미국 해군의 니미츠급 원자력 항공 모함이다. 스테니스함은 1995년 12월 9일에 배치되었다. 모항은 워싱턴주의 브레머턴이다. 다수의 미국 영화와 게임등에서 공격당하거나 반파, 대파되는 항공모함으로 나오는 이색적인 이력이 있다. (직접적인 항모의 이름은 언급되지 않는 경우가 많았으나 항모의 번호 '74'가 노출됨)

## 연혁
- 1991년 3월 13일, 뉴포트뉴스 조선소에서 기공되어, 1993년 11월 11일에 마가렛 스테니스 워불에 의해서 명명, 진수되었다. 1995년 12월 9일에 취역했다. 취역시의 모항은 샌디에이고였다.
- 1998년 2월 26일에 노퍽을 출항한 존 C. 스테니스는, 평균 속도 29.4 노트로 274시간을 순항, 8,020 해리의 거리를 이동해 3월 11일에 페르시아만에 도착했다. 페르시아만에서는 이라크 상공의 비행 금지 구역의 경계를 담당했다. 1998년 7월 19일에 오스트레일리아 및 하와이로 향한다.
- 1998년 8월 26일에 샌디에이고에 도착했다.
- 1999년 11월 30일, 샌디에이고의 노스 아일랜드 해군 항공 기지의 근처에서 좌초되었다. 침니가 원자로의 냉각 시스템의 순환 파이프를 막아, 2기의 원자로는 긴급정지했다. 스테니스는 부두로 견인되어 조사와 점검에 2일을 필요로 했다. 세정 비용은 약 200만 달러가 소비되었다.
- 2000년 1월 7일, 샌디에이고를 출항한 스테니스는 이라크의 비행 금지 구역의 경계를 실시했고, 그 후 대한민국, 홍콩, 말레이시아, 바레인, 아랍에미리트, 오스트레일리아를 방문했다. 스테니스는 2000년 7월 3일에 샌디에이고로 귀환했다.
- 2001년 11월 12일에 페르시아만을 향해서 출항, 아프가니스탄에서의 작전 활동 지원하였고, 이후 이듬해 2002년 5월 28일에 귀환했다.
- 2004년에는 알래스카만에서의 노던 엣지 2004년 연습, 하와이 해역에서의 RIMPAC 훈련에 참가한 후, 2004년 8월 21일에 나가사키현 사세보 항에 기항했다.
- 2005년 1월 8일에 모항을 샌디에이고로부터 브레머턴으로 변경한다. 다음날인 2005년 1월 9일에 도크에 들어가 광범위 오버홀을 개시, 11개월에 이르는 작업 중에는 신형 마스트가 장착되었다.
- 2007년 1월 20일, 스테니스는 페르시아만을 향해서 출항해, 2007년 2월 19일에 도착, 제5함대의 USS 드와이트 D. 아이젠하워 (CVN-69) 항공모함과 합류하여 활동했다. 2003년 이래 처음으로 2개의 항공모함 타격군이 동 해역에 존재한 것이 되었다.
- 2007년 5월 23일에는 USS 니미츠 (CVN-68), USS 본험 리처드 (LHD-6)를 포함한 8척의 함정과 함께 호르무즈 해협을 통과했다.
- 2009년 2월 28일, 스테니스는 조선민주주의인민공화국이 인공위성 발사를 준비하고 있는 것에 대비해, 경계를 위해 서태평양 해역에 보조 함정과 함께 파견되었다. 작전 예정 기간은 미정이다.
- 2016년 1월 20일, 스테니스는 조선민주주의인민공화국의 4차 핵실험에 대응해 한반도 지역으로 파견되었다.